# Kanton Rohrbach-lès-Bitche
Rohrbach-lès-Bitche is een voormalig kanton van het Franse departement Moselle. Het kanton maakt deel uit van het arrondissement Sarreguemines.
Begin 2015 werd het kanton opgeheven en de gemeente Kalhausen werd ingedeeld bij het kanton Sarreguemines, de overige 14 gemeenten werden in het kanton Bitche opgenomen.

## Gemeenten
Het kanton Rohrbach-lès-Bitche omvatte de volgende gemeenten:
- Achen
- Bettviller
- Bining
- Enchenberg
- Etting
- Gros-Réderching
- Kalhausen
- Lambach
- Montbronn
- Petit-Réderching
- Rahling
- Rohrbach-lès-Bitche (hoofdplaats)
- Schmittviller
- Siersthal
- Soucht